# Devialet
Devialet — французская компания, занимающаяся аудиотехнологиями, которая производит линейку динамиков (Phantom) и усилителей (Expert). Была основана в 2007 году в Париже.

## История
В 2004 году инженер Пьер-Эммануэль Кальмель изобрел аналогово-цифровую гибридную (ADH) аудиотехнологию, которая лежит в основе продукции Devialet. Три года спустя, в 2007 году, он разработал прототип усилителя с использованием технологии ADH и основал компанию Devialet вместе с Квентином Санни и Эммануэлем Нардином. При основании компании Санни занимал должность генерального директора и Калмел как Технический директор.
Devialet представила на рынке свой первый продукт, усилитель D-Premier, в 2010 году. В период с 2010 по 2012 год компания Devialet привлекла более 17 миллионов евро от различных инвесторов.
В июне 2013 года компания представила обновленную версию своего усилителя D-Premier (известную как Devialet 240) и две новые более дешевые версии, Devialet 110 и Devialet 170. В конце 2014 года компания объявила о выпуске своего первого динамика Devialet Phantom. Динамик был доступен в Европе в начале 2015 года. В июне 2015 года компания привлекла 17,5 млн евро (20 млн долларов) в ходе еще одного раунда финансирования под руководством предыдущие инвесторы. Целью этого раунда финансирования было вывести Phantom на рынок США.
В 2016 году компания Devialet выпустила два новых продукта: динамик Gold Phantom, способный воспроизводить звук громкостью до 108 децибел и усилитель Expert PRO. В ноябре 2016 года компания Devialet привлекла 100 миллионов евро в рамках раунда финансирования, организованного Foxconn, Roc Nation Jay-Z и другие инвесторы.
В июле 2017 года Devialet вступила в партнерство с британской медиа-компанией Sky для создания саундбара, предназначенного для телевидения под названием «Sky Soundbox»How French luxury speaker maker Devialet plans to become the 'Apple of sound'. Business Insider (16 декабря 2017). Дата обращения: 3 мая 2022.</ref> В октябре было заключено 10-летнее соглашение с Парижской оперой о строительстве «комнаты звуковых открытий» в Дворце Гарнье.
Компания также вступила в партнерство с Renault для создания автомобильных аудиосистем и продемонстрировала прототип концепт-кара Renault SYMBIOZ в декабре 2017 года.
Квентин Санни, который был генеральным директором Devialet с момента его основания, ушел с этой должности в марте 2018 года, и его заменил Фрэнк Лебушар.

## Продукция
Devialet производит линейку беспроводных динамиков под названием «Phantom», а также ряд усилителей, известных как «Expert Pro». Линейка Phantom разделена на две линейки: Phantom Premier и Phantom Reactor. Компания также производит беспроводные наушники-вкладыши Gemini и звуковая система для домашнего кинотеатра Dione.
В июне 2013 года компания представила обновленную версию своего усилителя D-Premier (известную как Devialet 240) и две новые более дешевые версии, Devialet 110 и Devialet 170. В конце 2014 года компания объявила о выпуске своего первого динамика Devialet Phantom. Динамик был доступен в Европе в начале 2015 года. В июне 2015 года компания привлекла 17,5 млн евро (20 млн долларов США) в рамках очередного раунда финансирования под руководством предыдущих инвесторов. Целью этого раунда финансирования было вывести Phantom на рынок США.
В июне 2016 года компания выпустила модернизированный динамик Gold Phantom мощностью 4500 Вт, способный воспроизводить звук громкостью до 108 децибел. Позже в том же году было объявлено о «Системе иммерсивного театра», в которой будут использоваться несколько Золотых фантомов.
Devialet продолжала обновлять свою линейку усилителей (теперь известную как «Expert»), и в конце 2016 года она представила усилитель Expert PRO в качестве высококачественной опции. Компания также открыла магазин в Нью-Йорке. В ноябре 2016 года компания Devialet привлекла 100 миллионов евро (106 миллионов долларов) в ходе раунда финансирования, организованного Ginko Ventures, Foxconn, Roc Nation Jay-Z, Playground Global Энди Рубина, Groupe Renault, Sharp Corporation и Korelya Capital среди прочих.
В июле 2017 года Devialet объявила о партнерстве с медиа-компанией Sky для создания звуковой системы под названием Sky Soundbox. В октябре было заключено 10-летнее соглашение с Парижской оперой о строительстве «комнаты звуковых открытий» в Пале Гарнье.
В ноябре 2017 года компания выпустила обновленную версию оригинального Phantom. В следующем месяце было объявлено о новом партнерстве, на этот раз с Renault для создания автомобильной аудиосистемы. Он также продемонстрировал прототип системы в концептуальном автомобиле Renault Symbioz.
В марте 2018 года Квентин Санни ушел с поста генерального директора компании и был заменен Фрэнком Лебушаром, что было запланировано за несколько месяцев. В октябре того же года компания объявила о выпуске спикера Phantom Reactor. По состоянию на 2018 г. компания имеет 160 патентов на свои технологии.
В феврале 2019 года Devialet и Free совместно выпустили ТВ-приставку с динамиками Devialet. В ноябре 2019 года Devialet заключила партнерское соглашение с Huawei и представила новую специально разработанную колонку Sound X.

В январе 2020 года Devialet представила зарядное устройство для динамиков/телефонов Soundform Elite, разработанное с помощью Belkin.